# Васильевка (Абдулинский район)
Васильевка (чув. Сарайкӑр) — село в Абдулинском городском округе Оренбургской области России.

## География
Село находится в северо-западной части Оренбургской области, в лесостепной зоне, в пределах южной окраины Бугульминско-Белебеевской возвышенности, на берегах реки Сарай-Гир, на расстоянии примерно 7 километров (по прямой) к востоку от города Абдулино, административного центра района. Абсолютная высота — 232 метра над уровнем моря.
Климат
Климат характеризуется как континентальный с суровой зимой (морозы ниже −30 °C) и жарким летом. Средняя температура воздуха самого тёплого месяца (июля) — 19-22 °C. Среднегодовое количество атмосферных осадков составляет 420 мм. Около 60—70 % годового количества осадков выпадает в течение тёплого периода. Снежный покров держится в среднем около 150 дней в году.
Часовой пояс
Село Васильевка, как и вся Оренбургская область, находится в часовой зоне МСК+2. Смещение применяемого времени относительно UTC составляет +5:00.

## История
До 1 января 2016 года село входило в состав Первомайского сельсовета.

## Население
| 2010 |
| ---- |
| 161  |

Гендерный состав
По данным Всероссийской переписи населения 2010 года в гендерной структуре населения мужчины составляли 42,9 %, женщины — соответственно 57,1 %.
Национальный состав
Согласно результатам переписи 2002 года, в национальной структуре населения чуваши составляли 50 % из 277 чел., русские — 28 %.

## Инфраструктура
Действует библиотека.

## Улицы
Уличная сеть села состоит из пяти улиц.